# Jak jej nie kochać
Jak jej nie kochać (ang. She’s So Lovely) − amerykańsko-francuski komediodramat z 1997 roku.

## Fabuła
Eddie i Maureen są małżeństwem, lubiącym imprezy i często się kłócącym. Pewnego dnia jeden z sąsiadów napada na Maureen. Eddie mści się na nim, za co trafia na dziesięć lat do zakładu zamkniętego. Gdy powraca do domu, okazuje się, że jego żona jest już w nowym związku z Joeyem, jego dawnym rywalem.

## Obsada
- Robin Wright – Maureen Murphy Quinn
- James Gandolfini – Kiefer
- Sean Penn – Eddie Quinn
- Harry Dean Stanton – Tony 'Shorty' Russo
- Debi Mazar Georgie – Bobby Cooper Cooper
- John Marshall Jones – Jones Leonard
- Chloe Webb – Nancy Swearingen
- James Soravilla – Avi
- John Travolta – Joey
- Gena Rowlands – panna Jane Green